# Cannabis Social Club français
 (mai 2025).
Motif : notoriété incertaine, mélange mouvement / association. La section "En France" de l'article Cannabis social club suffirait ?
- Archive Wikiwix
- Bing
- Cairn
- DuckDuckGo
- E. Universalis
- Gallica
- Google
- G. Books
- G. News
- G. Scholar
- Persée
- Qwant
- (zh) Baidu
- (ru) Yandex
- (wd) trouver des œuvres sur Wikidata

| 1. | Préciser le motif de la pose du bandeau. | Précisez le motif de la pose du bandeau en utilisant la syntaxe suivante : {{admissibilité à vérifier\|date=mai 2025\|motif=remplacez ce texte par le motif}}                                      |
| 2. | Informer les utilisateurs concernés.     | Pensez à avertir le créateur de l'article, par exemple, en insérant le code ci-dessous sur sa page de discussion : {{subst:avertissement admissibilité à vérifier\|Cannabis Social Club français}} |

Le CSCF, ou Cannabis Social Club français se réfère à un mouvement social actif autour des années 2012-2013, qui cherchait à impulser la création de structures type Cannabis Social Club en France.

## Historique

### Structure
CSCF, acronyme de « Cannabis Social Club Français » se réfère à un mouvement social à la structure décentralisée et complexe, essentiellement deux entités juridiques : l'association CSCF, et l'association Les Amis du CSCF. Une multitude de petits groupes locaux d'usagers et de cultivateurs de cannabis constituaient quant à eux les différents « Cannabis Social Clubs » (CSC).

### Création
Lors d'une réunion à Tours le 14 juillet 2012, le CSCF fut officiellement fondé comme une association de fait, issue de la convergence de militants et militantes de mouvements sociaux pour la régulation du cannabis en France. L'association parie sur le modèle des Cannabis social clubs, sortes d'AMAP du cannabis, elles aussi organisées comme associations de fait, que le CSCF souhaitaient encourager à ouvrir, et auxquels ils souhaitaient fournir une assistance pratique et juridique.
Au même moment, une seconde association, « Les amis du CSCF » fut fondée et déposée en préfecture, afin de servir de paravent à l'exposition publique et médiatique, et face aux risques de répression dus au statut d'illégalité de la plante. L'association Les Amis du CSCF se donnait pour objectif de « soutenir le CSCF, et de diffuser pour information et prévention tout renseignement culturel, scientifique, artisanal, agricole pour le chanvre et ses dérivés » ; elle cherchait  à recueillir le soutien de la société civile et à appuyer médiatiquement le CSCF et la mouvance des CSC en France, notamment par des publications de presse,,,,, internet ou l'organisation de réunions publiques.

### Dissolution
L'association Les Amis du CSCF, initialement déclarée en préfecture de Tours, a finalement été dissoute par décision du Tribunal de Grande Instance de cette même ville en juin 2013,,.

## Argumentaire et stratégie
L'argumentaire principal du CSCF portait sur une décision-cadre de l'Union Européenne qui aurait pu garantir aux CSC une existence légale, ayant déjà incité le gouvernement espagnol à laisser ce type d'associations se développer sur son territoire. L'hypothèse de départ consistait à penser que, face à un large mouvement social d'ouverture de Clubs, l'État français n'aurait eu comme solutions que de poursuivre chacun de ces CSC ou ne pas entamer de procédure judiciaire,. Le CSCF déclarait ne pas lutter contre les autorités, mais le crime organisé. Son porte-parole aurait par ailleurs reçu des menaces de mort de la part de groupes mafieux.
Farid Ghehiouèche, un des fondateurs du CSCF, également initiateur du collectif Cannabis sans frontières et membre du conseil d'administration de NORML France, incite donc les fumeurs et cultivateurs « à revendiquer la culture en bande organisée » : « Il ne faut plus vivre caché, mais montrer que, oui, il y a des consommateurs responsables, et que c’est l’État qui est irresponsable de ne pas changer la loi. »
La stratégie principale consista donc à inciter au dépôt en préfecture, le même jour, de centaines de Cannabis social clubs dans tout le pays. Après que le porte-parole du CSCF et des amis du CSCF, Dominique Broc, eût déclaré dans plusieurs médias le dépôt imminent de plusieurs centaines d'associations Cannabis social club en préfecture, le 25 mars 2013, ce ne sont que 6 groupes de cultivateurs qui se déclarent. Les procédures de dissolutions commencent immédiatement. Début 2015, les 6 clubs déposés étaient dissous.
Une campagne lancée par les Amis du CSCF consistait à publier sur Internet des cartes d'auto-dénonciation en soutien. Plusieurs milliers de personnes publièrent ainsi leur dite "carte verte" sur lce modèle : "prénom et nom, âge en .. ans, condition / profession (par ex. étudiant), consommateur depuis .. ans, et auto-producteur responsable sous peu, contre la répression faite aux consommateurs et pour un cannabis contrôlé".

## Retombées et suites du mouvement des Cannabis Social Clubs en France
Créée six mois après la dissolution du CSCF, l'association NORML France peut être considérée comme successeur du CSCF, étant composée de nombreuses personnes en ayant fait partie. À ce jour, l'association continue de défendre ouvertement le modèle des Cannabis Social Clubs en France, par exemple à travers les assises Cannabis Social Clubs, acte 2 lancées en janvier 2016 à la Maison des Sciences de l'Homme de Nantes.
En mai 2021, le rapport d'une Mission d'information parlementaire de l'Assemblée nationale qualifie les cannabis social clubs de "modèle additionnel crédible" en cas de réglementation de l'usage du cannabis. La même année, Oppélia, un groupement de centres gérant des services spécialisés de soin et de prévention en addictologie, lançait une réflexion autour de cannabis social coop, pour "pour réduire les risques et proposer un autre modèle économique producteurs-consommateurs"